# Mineral Point (Misuri)
Mineral Point es un pueblo ubicado en el condado de Washington en el estado estadounidense de Misuri. En el Censo de 2010 tenía una población de 351 habitantes y una densidad poblacional de 567,04 personas por km².

## Geografía
Mineral Point se encuentra ubicado en las coordenadas 37°56′44″N 90°43′29″O / 37.94556, -90.72472. Según la Oficina del Censo de los Estados Unidos, Mineral Point tiene una superficie total de 0.62 km², de la cual 0.62 km² corresponden a tierra firme y (0%) 0 km² es agua.

## Demografía
Según el censo de 2010, había 351 personas residiendo en Mineral Point. La densidad de población era de 567,04 hab./km². De los 351 habitantes, Mineral Point estaba compuesto por el 92.02% blancos, el 4.56% eran afroamericanos, el 0.28% eran amerindios, el 0.28% eran asiáticos, el 0% eran isleños del Pacífico, el 0.57% eran de otras razas y el 2.28% pertenecían a dos o más razas. Del total de la población el 0.85% eran hispanos o latinos de cualquier raza.